# زافاليي
زافاليي هي قرية في البوسنة والهرسك. وهي تقع على أراضي مدينة بيهاتش التابعة لكانتون يونا-سانا في اتحاد البوسنة والهرسك. طبقا لنتائج تعداد البوسنة عام 2013 فقد كان عدد سكانها 75 نسمة.

## التركيبة السكانية

### التطور التاريخي للسكان
| السنة  | 1961 | 1971 | 1981 | 1991 | 2013 |
| ------ | ---- | ---- | ---- | ---- | ---- |
| السكان | 474  | 372  | 284  | 198  | 75   |

### المجتمع المحلي
في عام 1991 كان المجتمع المحلي للقرية يتألف من 302 نسمة وهم موزعون على النحو التالي:

## وصلات خارجية
- (بالإنجليزية) Maplandia